# 諾曼第級戰列艦
諾曼第級戰列艦（法語：Normandie-class）是法國海軍在1912至1913年間設計的戰艦，本級艦共計畫建造5艘。首艦為諾曼第號，另4艘同型艦為法蘭德斯號、加斯科涅號、隆格多克號、貝亞恩號。主砲預計採用12門340公釐45倍徑1912年式主砲，並安置於3座四聯裝主砲塔內，這種砲塔設計與當時大多數海軍選擇的二聯裝砲塔大不相同，後來成為法國海軍特色之一。為了提升燃料效率，前4艘艦的推進系統採用較少見的三胀式蒸汽机與蒸汽渦輪發動機混和搭配。
當諾曼第級前4艘艦於1914年命名後，由於第一次世界大戰爆發，法國軍方調整軍工生產優先度，導致本級艦的建造工程延遲。為了空出船塢空間，當艦體達到可下水的進度後，造船廠將這些未完工艦隻移出船塢，此後建造工程完全停擺，而準備安裝在艦上的火炮也多改為陸軍使用。一次世界大戰後，法國海軍考慮要以原設計繼續建造，或是從大戰中的經驗將諾曼第級的設計現代化，但因法國在戰後財政緊繃，未完工的前4艘艦最終被拆解。第5艘艦貝亞恩號的命運與前4艘艦不一樣，在復工後法國軍方將其改裝成航空母艦，並一直服役至1960年代，最後於1967年拆解。

## 發展
1911年12月，法國海軍技術委員會檢查前一型布列塔尼級戰艦，並提出一份報告。基於1880年代在船舯主砲發射時產生的爆炸波對艦體所造成的衝擊經驗，報告中列出布列塔尼級的砲塔配置是個令人無法接受的選擇。這一點影響了法國下一級無畏艦的設計佈局，而新的研發工作在其後不久開始進行。1912年2月，法國海軍設計部門公布新戰艦草圖；受限於當時法國造船廠船塢規模，新戰艦的尺寸與裝備受到一定限制，但設計部門希望在裝甲、武器配備、航速方面能至少與布列塔尼級相等，以下為新戰艦預定規格：
- 船體長：172（564英尺）。
- 船體寬：27.8（91英尺2英寸）。
- 吃水深度：約8.8（29英尺）。
- 排水量：約25,000公噸（25,000長噸）。
- 航速：20至21節（37至39每小時；23至24英里每小時）之間。

設計部門在主要武器上提出一草案，即16門406（16.0英寸）口徑主砲，配置在4座四聯裝砲塔內，並使最高航速能達到20節（37每小時；23英里每小時）。推進系統方面則有2種不同方案；第1方案為參考布列塔尼級，採用4組直驅式蒸汽渦輪發動機；第2方案則採用混和系統，即2組直驅式渦輪發動機驅動內側2組螺槳軸，另2組往復式蒸汽機驅動外側2組螺槳軸，並在低速航行時使用。由於全渦輪發動機的燃料效率較低，因而第2方案被採用；不過在建造第5艘艦貝亞恩號，推進系統反而選擇第1方案，與前4艘艦不同。原布列塔尼級裝甲設計被沿用下來，並限制滿載時最大吃水深度不得超過9（30英尺），但如果條件許可，預計主裝甲帶將的設計將比布列塔尼級更厚。
1912年3月，參謀總部提出希望主要武器能沿用布列塔尼級的340（13英寸）口徑主砲，並引進四聯裝砲塔技術，預計主砲數量為12門，配置在2座四聯裝砲塔與2座雙聯裝砲塔；但如果這種配置若導致船頭與船尾重量超重，將考慮以布列塔尼級的5座雙聯裝砲塔配置方式取代。由於法國海軍最高委員會擔心四聯裝砲塔研發進度趕不上艦艇建造時程，因而於1912年4月暫時接受5座雙聯裝砲塔設計，但只要四聯裝砲塔研發能趕上進度，仍優先選擇四聯裝砲塔方案。
技術部門後來針對主砲配置提出2種方案，其一是原本的5座雙聯裝砲塔配置；另一種為3座四聯裝砲塔配置。在後者的方案中，總噸位會比前者輕500公噸（490長噸；550短噸）。1912年4月6日，法國海軍終於接受由奧梅庫爾提交的四聯裝砲塔方案。次要武器方面，最初採用24門138.6（5.46英寸）口徑火炮，後來為了增加20門100（3.9英寸）口徑火炮，並將138.6（5.46英寸）口徑火炮數量減至18門以維持噸位，但後來100（3.9英寸）口徑火炮的研發進度沒有趕上艦艇建造時程，因而138.6（5.46英寸）口徑火炮的數量恢復到最初的24門方案。技術部門原在副砲配置上提出單裝與雙聯裝砲塔的搭配方案，但因這種配置會降低其性能而作罷。作為替代方案，艦上的副砲以3門為1組，配置在8組炮廓內。

### 推進系統

諾曼第級2座四聯裝與2座雙聯裝砲塔方案的描繪圖

諾曼第級船體垂標間距長170.6（559英尺9英寸），水線長度175.6（576英尺1英寸），全長176.6（579英尺5英寸）；船寬27（88英尺7英寸），吃水深度約 8.65（28英尺5英寸）；滿載排水量時為25,230公噸（24,830長噸）。最初建造的4艘艦於船舯底部放置2組蒸汽渦輪發動機驅動中心軸，但無逆轉裝置。在推進系統類型上，諾曼第號與法蘭德斯號採用帕森型渦輪發動機；加斯科涅號採用拉托-布列塔尼（Rateau-Bretagne）型渦輪發動機；隆格多克號則採用施耐德-佐利型渦輪發動機。前4艘艦皆有安裝2組4缸三脹式蒸汽機供蒸汽倒退或低速巡航用；第5艘艦貝亞恩號則全採用4組帕森型渦輪發動機。在鍋爐上，諾曼第號與加斯科涅號採用21組奧蓋特·迪·湯普勒（Guyot du Temple）式管型鍋爐；法蘭德斯號與隆格多克號採用28組貝爾維爾（Belleville）式管型鍋爐；貝亞恩號則採用21組尼克勞斯（Niclausse）式管型鍋爐。
諾曼第級推進系統預計產生32,000匹軸馬力（24,000千瓦特），最高航速達21節（39每小時；24英里每小時）；若將推進系統提升至45,000匹軸馬力（34,000千瓦特），最高航速可達22節（41每小時；25英里每小時）。該級艦預計能裝載900公噸（890長噸）的煤炭與300公噸（300長噸）的燃料，但在在滿載時煤炭載運量可上至2,700公噸（2,700長噸）。在以12節（22每小時；14英里每小時）巡航時，諾曼第級續航範圍可達6,500海里（12,000；7,500英里）；16節（30每小時；18英里每小時）時為3,375海里（6,250；3,884英里）；在最高航速下，續航範圍將減至1,800海里（3,300；2,100英里）。艦上預計可容納43名軍官，120名士官，以及1,037船員。

### 武器配備與裝甲

諾曼第級的描繪圖

諾曼第級主要武器採用12門340公釐45倍徑1912年式主砲，並配置在3座四聯裝砲塔內。3座主砲塔配置為1座在前甲板，1座在船舯，1座在後甲板，並全位於船軸心線上，其重量1,500公噸（1,500長噸；1,700短噸），內配有電力瞄準裝置與油壓升降裝置。4門砲管以成對方式用支架支撐；並以40（1.6英寸）厚的水密隔艙分隔。每一對火炮配有專屬的彈藥升降機與彈藥庫，讓每對主砲能同時或各自獨立開火。主砲射程範圍可達16,000（52,000英尺），射速為每分鐘2發。砲彈使用重540（1,190磅）的穿甲彈，其槍口初速為800每秒（2,600英尺每秒），每門主砲皆配有100輪砲彈供使用。艦上5組3.66（12.0英尺）長的測距儀供主砲使用，其中2組放置在司令塔上，其餘則分別在3座主砲塔上方。主砲塔另設有備用射擊控制站，以備不時之需。
次要武器上，將採用24門138.6公釐口徑1910年式火砲，以3門為1組，配置在8組炮廓內。該火砲使用重36.5（80磅）砲彈，其槍口初速為830每秒（2,700英尺每秒），每門砲皆配有275輪砲彈供使用。防空方面，艦上將裝設6門47（1.9英寸）口徑1902年型防空炮，其由低射角類型火炮研發而來，可安裝在艦艇上。諾曼第級另預計在船體水線下區域安裝6組450（17.7英寸）口徑魚雷管，每艘艦將配備36顆魚雷。
諾曼第級的水線裝甲帶在船舯部位的厚度為300（12英寸），在船艏與船艉處則約120至180（4.7至7.1英寸）；上層甲板在船舯部位的厚度為240（9.4英寸），在兩端時則為160（6.3英寸）。艦上另有兩處裝甲甲板，其厚度皆為50（2.0英寸）。傾斜裝甲厚度為70（2.8英寸），並連接下層甲板與舷部裝甲。司令塔側面以300（12英寸）厚度的裝甲保護。每座主炮座的裝甲厚度為284（11.2英寸）；主砲塔正面裝甲厚度為340（13英寸），側部為250（9.8英寸）。炮廓處則以160至180（6.3至7.1英寸）厚度的裝甲保護。

## 同型艦
| 艦名       | 造船廠                             | 架設日期      | 下水日期       | 服役日期  | 結局                             |
| ---------- | ---------------------------------- | ------------- | -------------- | --------- | -------------------------------- |
| 諾曼第號   | 聖納澤爾羅亞爾阿特利耶和尚提耶造船 | 1913年4月18日 | 1914年10月19日 | —         | 未完工，於1924年至1925年拆解。   |
| 法蘭德斯號 | 布雷斯特兵工廠                     | 1913年10月1日 | 1914年10月20日 | —         | 未完工，於1924年10月拆解。       |
| 加斯科涅號 | 洛里昂兵工廠                       | 1913年10月1日 | 1914年8月20日  | —         | 未完工，於1923年至1924年拆解。   |
| 隆格多克號 | 洛里昂兵工廠                       | 1913年4月18日 | 1916年5月1日   | —         | 未完工，於1929年6月拆解。        |
| 貝亞恩號   | 濱海拉塞訥新地中海铸造与建设公司   | 1914年1月10日 | 1920年4月      | 1927年5月 | 後改裝成航空母艦，於1967年拆解。 |

## 建造與取消
諾曼第號與隆格多克號在1912年12月12日下單，法蘭德斯號與加斯科涅號下單日在1913年7月30日，貝亞恩號則在1913年12月3日下單；本級5艘艦後來與3艘布列塔尼級一同建造。然而當第一次世界大戰爆發後，法國軍方為了將資源優先配給陸軍，艦艇建造工程全部被迫暫停。當時法國政府樂觀地認為這場衝突很快就會結束，因而面對戰爭時沒有立即動員全國。前四艘艦在戰爭開始後陸續下水，但此舉僅是為了空出船台，以便提供空位給更迫切地用途上。1915年7月，法國海軍決定將建造新戰艦排除於優先事項之外，進一步停止諾曼第級建造工程。至7月底時，諾曼第級所需的武器製造工程全暫停，而原本已造好的火砲也陸續轉給陸軍使用。已完工的4門340公釐45倍徑1912年式主砲後被轉為列車炮，供法國陸軍使用；另9門供隆格多克號使用的主砲，也在1919年戰爭結束後全裝設在鐵道車上。另有一部分138.6公釐口徑1910年式火砲同時轉供陸軍使用。
當諾曼第號停工時，其建造進度為船體65%，推進系統70%，主砲塔40%，原本造好的鍋爐都已交付，但後來被安裝到新的驅逐艦上。隆格多克號停工時，其建造進度為船體49%，推進系統73%，鍋爐96%，主砲塔則只完成26%。法蘭德斯號與加斯科涅號停工時，其船體建造進度分別為65%與60%，推進系統60%與44%，主砲塔51%與75%，鍋爐則已經完工，但也都被安裝到驅逐艦上。最晚開工的貝亞恩號到第一次世界大戰爆發前，建造進度是5艦當中最慢的，其船體建造進度只有8到10%，推進系統25%，鍋爐17%，主砲塔20%。
| 船艦名     | 建造進度（船體） | 建造進度（推進系統） | 建造進度（主砲塔） | 建造進度（鍋爐）       |
| ---------- | ---------------- | -------------------- | ------------------ | ---------------------- |
| 諾曼第號   | 65%              | 70%                  | 40%                | 100%（後用於其他艦艇） |
| 隆格多克號 | 49%              | 73%                  | 26%                | 96%                    |
| 法蘭德斯號 | 65%              | 60%                  | 51%                | 100%（後用於其他艦艇） |
| 加斯科涅號 | 60%              | 44%                  | 75%                | 100%（後用於其他艦艇） |
| 貝亞恩號   | 8－10%           | 25%                  | 20%                | 17%                    |

1918年1月，最後的戰時命令規定所有艦艇暫停保留，而已準備的建造材料也都將封存在原地。同一時間，原預計裝設在加斯科涅號的3,086公噸（3,037長噸；3,402短噸）裝甲，被挪去用於其它用途上。1918年11月11日，法國與德國簽署康邊停戰協定，標誌著第一次世界大戰結束，設計部門立刻在11月22日修改前4艦的設計，向參謀總部提出完工建議。然而參謀總部卻回應，新戰艦的性能至少需有26至28節（48至52每小時；30至32英里每小時）的最高航速與更強大的主砲。由於法國國內的造船廠設施在戰爭期間沒有擴建，使新建造的船舶規模無法大幅增加。這讓諾曼第級只能小幅度的改進設計，特別是安裝防雷鼓包的部分。1919年2月，考量到新戰艦研發時間過長，至少需6到7年才能準備完成，參謀總部決定要把所有諾曼第級戰艦完工。
技術部門後來改進一部分設計，提出新的修改方案。在戰爭期間四艘下水的艦艇，原本裝在艦上的機械將被保留，並預計在艦上安裝新的渦輪發動機，將動力提升至80,000匹軸馬力（60,000千瓦特），使航速能提高到24節（44每小時；28英里每小時）。透過在戰爭結束時向奧匈帝國接收的特格特霍夫級進行分析，設計人員認為戰艦在對付遠距離目標的能力須提升，因而將諾曼第級主砲的最大仰角改進至23-24度，使射程增加到25,000（82,000英尺）。為了降低敵方火炮俯射引發的火災，諾曼第級的主裝甲甲板加厚至120（4.7英寸）。原預定安裝的450（17.7英寸）口徑魚雷管，改為550（22英寸）口徑魚雷管，並從水線下區域移至甲板上，艦上的射控系統性能也一併提升。艦上另預計加裝艦載機系統，讓諾曼第級能容納2架偵查用水上飛機。
1919年7月，時任參謀總長的皮埃爾·羅納克認為義大利海軍是法國的主要對手，擔心義大利會將在戰爭期間暫停建造的弗朗切斯科·卡拉喬洛級戰列艦復工。他建議諾曼第級前4艘艦若要完工，需提升火炮射程與裝甲防護能力，或是加長船體並安裝新推進系統，使航速能有所提升。技術部門後來提出將諾曼第級船體延長15（49英尺），可使航速提高5節（9.3每小時；5.8英里每小時）。然而到了1919年9月12日，羅納克認為此時繼續執行諾曼第級建造工程對法國脆弱的經濟負擔太大，因此開始重新檢討前4艘艦的建造方案，其中包括將其轉換為貨船、油輪、客輪、或是浮動式燃料庫，不過以上計畫後來都被否決。4艘諾曼第級的續建方案後正式取消，並棄置在朗代韋內克，於1923年至1926年間分批拆解。當中能用的零件後來分配給貝亞恩號與新型巡洋艦上。
貝亞恩號因建造進度緩慢，直到1920年4月才以清空船台為由下水，但法國海軍尚未決定該如何處理此艦。若計劃完成該艦，需更新部分設計，包括以8座尼克勞斯式（Niclausse）燃油鍋爐取代燃煤鍋爐，以及更換成輸出性能更好的渦輪發動機。甚至在主砲塔上，考慮更新四聯裝砲塔，或是安裝400（16英寸）口徑雙聯裝砲塔。1922年，法國海軍決定將貝亞恩號改裝為航空母艦，改裝工程在1923年8月開始，並於1927年5月結束。貝亞恩號最後成為法國海軍第1艘航空母艦，並在第二次世界大戰期間服役，不過該艦在戰爭期間僅執行飛機渡運任務。1944年，貝亞恩號在美國進行改裝，並裝備當時美國製的新型高射砲。後來貝亞恩執行執行飛機渡運任務至第一次印度支那戰爭為止，並於1967年在熱那亞被拆解。

## 流行文化
- 由戰遊網營運的戰艦世界，於 0.7.1 版本中新增法國主力艦科技樹，其中的VI級戰艦便是諾曼第級，使用的是三座四聯裝主炮的設計案。[28]

## 註解
1. ↑  貝亞恩號在改裝成航空母艦後服役。
2. ↑  諾曼第號、法蘭德斯號、加斯科涅號、隆格多克號僅下水，並未服役。

## 註腳
1. ↑  Le Masson，第409頁.
2. 1 2  Preston，第67頁.
3. ↑  Preston，第67–68頁.
4. 1 2 3  Le Masson，第412頁.
5. 1 2 3 4 5 6  Preston，第68頁.
6. 1 2 3 4  Le Masson，第414頁.
7. 1 2  Gardiner & Gray，第198–199頁.
8. 1 2 3 4 5 6 7 8 9 10 11  Gardiner & Gray，第198頁.
9. ↑  Preston，第70頁.
10. ↑  Friedman，第209頁.
11. ↑  Friedman，第207頁.
12. ↑  Le Masson，第413頁.
13. ↑  Friedman，第225頁.
14. ↑  Friedman，第229頁.
15. 1 2 3  Gardiner & Chesneau，第261頁.
16. 1 2  Le Masson，第415頁.
17. ↑  Whitley，第45頁.
18. ↑  Friedman，第210頁.
19. 1 2  Le Masson，第416頁.
20. ↑  Preston，第68–69頁.
21. 1 2 3 4  Preston，第69頁.
22. 1 2  Gardiner & Gray，第199頁.
23. ↑  Le Masson，第417頁.
24. 1 2  Preston，第69–70頁.
25. 1 2  Le Masson，第419頁.
26. ↑  Preston，第70–71頁.
27. ↑  Preston，第71頁.
28. ↑  . World of Warships.   [2018-03-09]. （原始内容存档于2018-03-10） （中文（臺灣））.